# Váleč koulivý
Váleč koulivý (Volvox globator) je známá sladkovodní zelená řasa z řádu Volvocales, která tvoří kulovitá cenobia, tedy zvláštní koloniální útvary tvořené stejně starými buňkami a rozmnožující se tvorbou dceřiných cenobií.

## Stavba cenobia a rozmnožování
Cenobium je kulovitého tvaru a naplněné slizem. Jednotlivé buňky jsou přizpůsobené k určité funkci: na povrchu koule jsou buňky s bičíky (každá buňka má bičíky dva) a uvnitř se nacházejí bezbičíkaté buňky. Je známo pohlavní i nepohlavní rozmnožování. Nepohlavní probíhá tvorbou dceřiných cenobií. Pohlavní je klasická oogamie, při níž na více částech cenobia vzniknou gametangia (též oogonia, antheridia) a v nich se tvoří malé pohlavní buňky s dvěma bičíky, které po oplození tvoří odolnou zygosporu. Ta se mnohonásobně rozdělí a vznikne nová kolonie váleče.

## Výskyt
Váleč koulivý žije v relativně čistých vodách. Tvoří součást planktonu. Jeho zygospory jsou schopné odolat nepříznivým podmínkám.